# Xã Ball, Quận Sangamon, Illinois
Xã Ball (tiếng Anh: Ball Township) là một xã thuộc quận Sangamon, tiểu bang Illinois, Hoa Kỳ. Năm 2010, dân số của xã này là 6.701 người.